# Luvian saaristo
Luvian saaristo este o arie protejată (arie specială de conservare — SAC, sit de importanță comunitară — SCI, arie de protecție specială avifaunistică — SPA) din Finlanda întinsă pe o suprafață de 7.602 ha, integral pe uscat.

## Localizare
Centrul sitului Luvian saaristo este situat la coordonatele 61°24′36″N 21°21′16″E / 61.41°N 21.3544°E.

## Înființare
Situl Luvian saaristo a fost declarat sit de importanță comunitară în august 1998 pentru a proteja 1 specie de plante și 46 de specii de animale. Alte tipuri de protecție:
- arie de protecție specială avifaunistică (în august 1998)[2]
- arie specială de conservare (în aprilie 2015)[1][3][4]

## Biodiversitate
Situată în ecoregiunea boreală, aria protejată conține 13 habitate naturale: Lagune de coastă, Recifuri, Vegetație perenă pe țărmurile stâncoase, Faleze cu vegetație de pe coastele atlantice și baltice, Insulițe și insule mici din Baltica boreală, Pășuni de coastă din Baltica boreală, Pajiști fino-scandinave uscate până la mezice, bogate în specii de altitudine mică, Păduri naturale în etape succesive primare ale suprafețelor emergente de coastă, Liziere de ierburi înalte hidrofile de câmpie și de nivel montan până la alpin, Vegetație anuală la limita mareei, Taiga vestică, Păduri fino-scandinave bogate în ierburi cu Picea abies, Mlaștini împădurite.
La baza desemnării sitului se află mai multe specii protejate:
- plante (1): Hippuris tetraphylla
- păsări (45): alca (Alca torda), rață sulițar (Anas acuta), stârc cenușiu (Ardea cinerea), pietruș (Arenaria interpres), rața moțată (Aythya fuligula), Aythya marila, Calidris canutus, prundaș de nămol (Calidris falcinellus), fugaci roșcat (Calidris ferruginea), Calidris maritima, fugaci mic (Calidris minuta), bătăuș (Calidris pugnax), fugaci pitic (Calidris temminckii), Cepphus grylle, gușă vânătă (Cyanecula svecica), șoim călător (Falco peregrinus), Gallinago media, cufundar polar (Gavia arctica), cufundar mic (Gavia stellata), cocor (Grus grus), codalb (Haliaeetus albicilla), pescăriță mare (Hydroprogne caspia), sfrâncioc roșiatic (Lanius collurio), Larus fuscus fuscus, pescăruș râzător (Larus ridibundus), sitar de mal nordic (Limosa lapponica), becațină mică (Lymnocryptes minimus), Lyrurus tetrix tetrix, rață catifelată (Melanitta fusca), rață neagră (Melanitta nigra), codobatura galbenă (Motacilla flava), pietrar sur (Oenanthe oenanthe), notatița cu ciocul subțire (Phalaropus lobatus), pitulice verzuie (Phylloscopus trochiloides), ploier argintiu (Pluvialis squatarola), corcodel-urechiat (Podiceps auritus), corcodel-cu-gât-roșu (Podiceps grisegena), eider (Somateria mollissima), Spatula clypeata, chiră de baltă (Sterna hirundo), Sterna paradisaea, călifar alb (Tadorna tadorna), fluierar negru (Tringa erythropus), fluierar de mlaștină (Tringa glareola), fluierarul cu picioare roșii (Tringa totanus)
- mamifere (1): Halichoerus grypus

Pe lângă speciile protejate, pe teritoriul sitului au mai fost identificate 3 specii de plante, 3 specii de păsări.